# Folosință de apă
Folosință de apă este termenul generic pentru orice activitate care beneficiază de una din caracteristicele resurselor de apă din natură.
După punctul unde utilizează apa, folosințele de apă se pot grupa în:
- folosințele care nu prelevă apa, utilizând apa în locurile în care se află în cadrul ciclului natural; exemple de asemenea folosință îl reprezintă navigația pe cursurile de apă naturale sau piscicultura.
- folosințe care prelevă apa, transportând-o până la locul de utilizare.

Principalele tipuri de folosințe de apă sunt: alimentările cu apă, irigațiile, hidroenergetica, navigația și piscicultura.